# Kara Special Premium Box for Japan
《Special Premium Box for Japan》은 2010년 4월 28일 일본에 발매된 카라의 스페셜 음반이다.

## 배경
- 유니버설 뮤직 재팬과 계약을 맺고 낸 음반이다.
- 일본 진출 후 처음으로 내는 스페셜 음반이다.
- 원래는 〈미스터〉도 일본어 버전을 추가하려고 했으나 취소되었다.[1]
- 오리콘 차트 7위[2]
- 발매일은 4월 21일 이였다가 4월 28일로 연기 되었다.
- 타워레코드와 HMV 등에서는 다양한 프로모션이 행해지고 있다.[3]
- 이 음반을 낸 기념으로 5월 8일에는 일본 도쿄 그랜드프린스 호텔에서 팬들과 악수회를 하였고, 5월 9일에는 요코하마 미나토미라이 홀에서 공식 팬클럽 창단식이 이루어졌다.

## 트랙 리스트
- CD1 : The First Bloooooming
- CD2 : 1st Mini Album
- CD3 : Pretty Girl
- CD4 : Honey
- CD5 : Revolution
- CD6

1. Pretty Girl (Jap Ver.)
2. Honey (Jap Ver.)
3. Wanna (Jap Ver.)

- DVD : Kara Special Premium Box for Japan